# Serdinya
Serdinya  (en catalan Serdinyà) est une commune française, située dans le centre du département des Pyrénées-Orientales en région Occitanie. Sur le plan historique et culturel, la commune est dans le pays de Conflent, correspondant à l'ensemble des vallées pyrénéennes qui « confluent » avec le lit creusé par la Têt entre Mont-Louis et Rodès.
Exposée à un climat océanique altéré, elle est drainée par la Têt, la rivière de Rotja, la rivière de Baillmarsane et par divers autres petits cours d'eau. Incluse dans le parc naturel régional des Pyrénées catalanes, la commune possède un patrimoine naturel remarquable : trois sites Natura 2000 (le « massif du Madres-Coronat », le « massif de Madres-Coronat » et le « pins de Salzmann du Conflent ») et six zones naturelles d'intérêt écologique, faunistique et floristique.
Serdinya est une commune rurale qui compte 233 habitants en 2022, après avoir connu un pic de population de 756 habitants en 1846. Elle fait partie de l'aire d'attraction de Prades. Ses habitants sont appelés les Serdinyanais ou  Serdinyanaises.

## Géographie

### Localisation
La commune de Serdinya se trouve dans le département des Pyrénées-Orientales, en région Occitanie.
Elle se situe à 49 km à vol d'oiseau de Perpignan, préfecture du département, et à 10 km de Prades, sous-préfecture.
Les communes les plus proches sont : 
Jujols (2,2 km), Escaro (3,4 km), Fuilla (3,4 km), Souanyas (4,1 km), Villefranche-de-Conflent (4,3 km), Olette (4,5 km), Corneilla-de-Conflent (4,8 km), Sahorre (5,2 km).
Sur le plan historique et culturel, Serdinya fait partie de la région de Conflent, héritière de l'ancien comté de Conflent et de la viguerie de Conflent. Ce pays correspond à l'ensemble des vallées pyrénéennes qui « confluent » avec le lit creusé par la Têt entre Mont-Louis, porte de la Cerdagne, et Rodès, aux abords de la plaine du Roussillon.

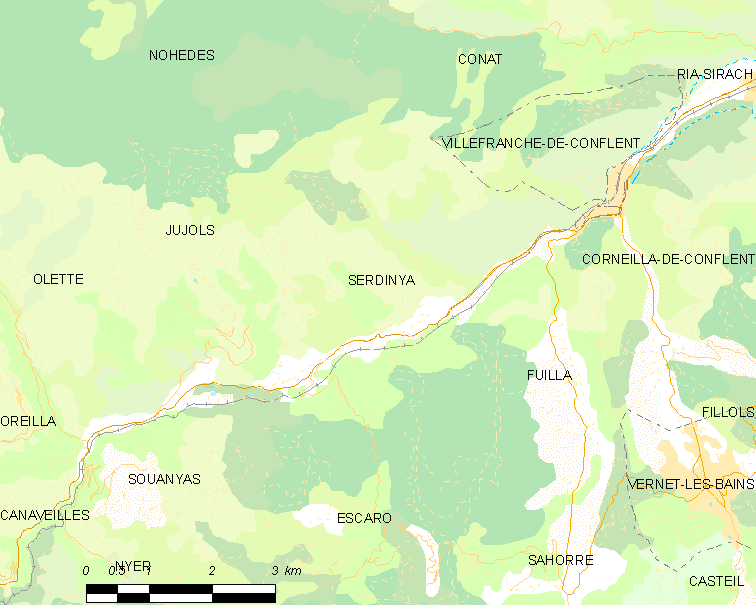
Situation de la commune.

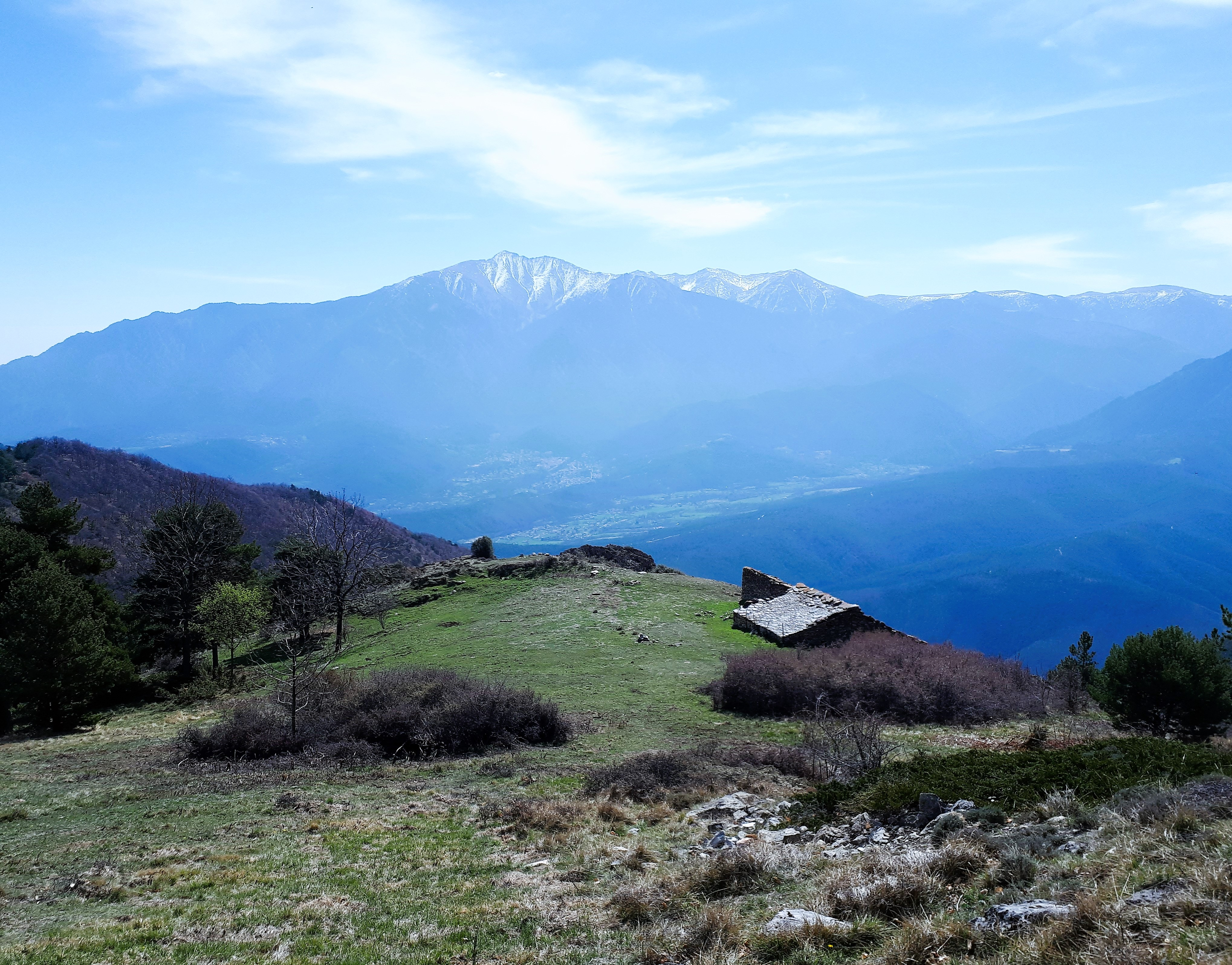
Le "Cortal del Soler" (une bergerie), altitude 1420 mètres, commune de Serdinya. La commune est située dans une zone montagneuse et elle fait face au massif du Canigou.

| Nohèdes                        | Conat    | Villefranche-de-Conflent |
| Jujols                         | Serdinya | Fuilla                   |
| Olette, Souanyas (quadripoint) | Escaro   |                          |

### Géologie et relief
La commune est classée en zone de sismicité 4, correspondant à une sismicité moyenne.

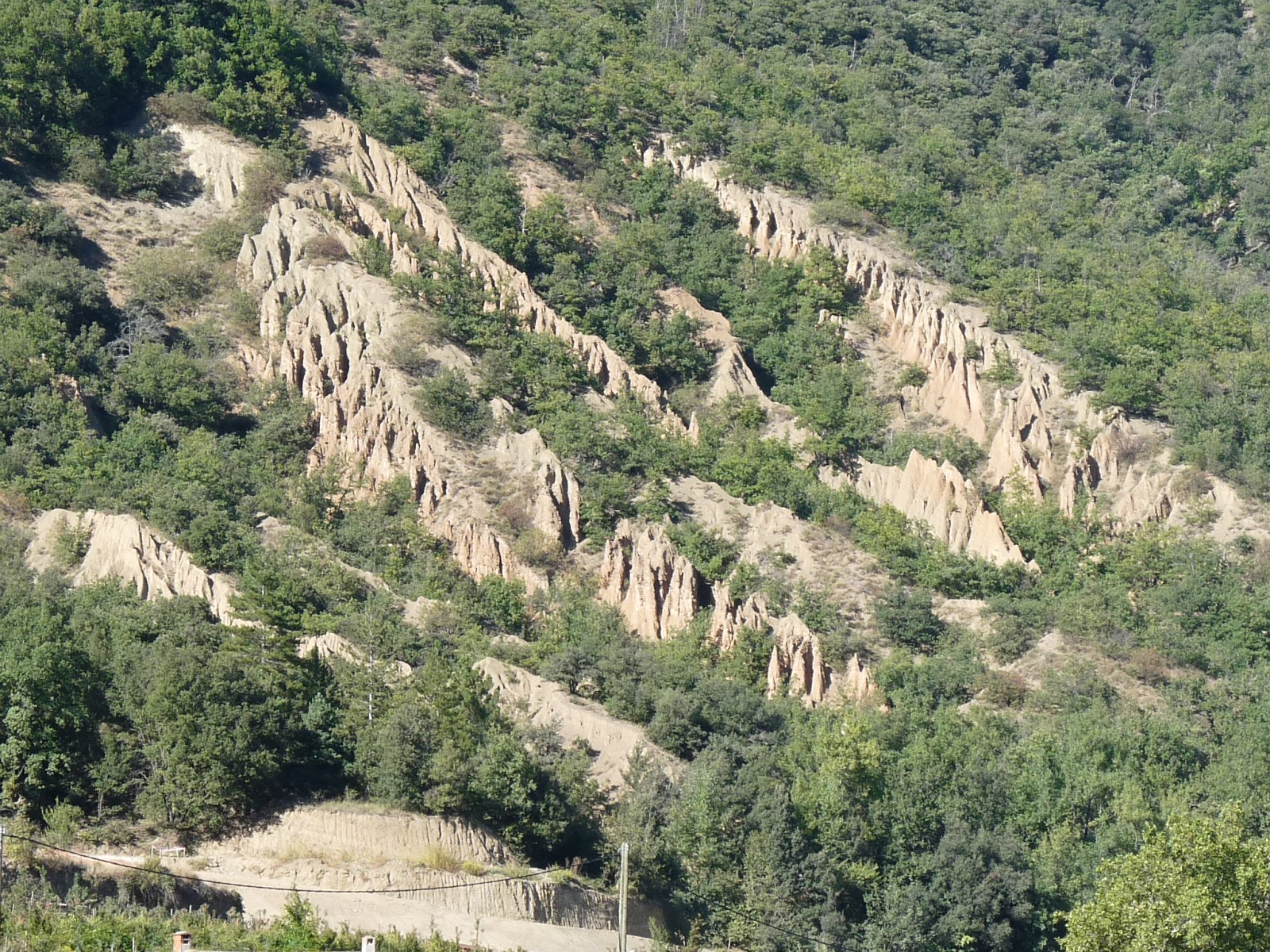
Colluvions érodées au-dessus de Joncet

### Climat
Pour des articles plus généraux, voir Climat de l'Occitanie et Climat des Pyrénées-Orientales.
En 2010, le climat de la commune est de type climat méditerranéen altéré, selon une étude du CNRS s'appuyant sur une série de données couvrant la période 1971-2000. En 2020, Météo-France publie une typologie des climats de la France métropolitaine dans laquelle la commune est exposée à un climat de montagne ou de marges de montagne et est dans la région climatique Pyrénées orientales, caractérisée par une faible pluviométrie, un très bon ensoleillement (2 600 h/an), un air sec, particulièrement en hiver et peu de brouillards.
Pour la période 1971-2000, la température annuelle moyenne est de 12,3 °C, avec une amplitude thermique annuelle de 14,5 °C. Le cumul annuel moyen de précipitations est de 794 mm, avec 6,1 jours de précipitations en janvier et 5,4 jours en juillet. Pour la période 1991-2020, la température moyenne annuelle observée sur la station météorologique la plus proche, située sur la commune d'Eus à 14 km à vol d'oiseau, est de 13,6 °C et le cumul annuel moyen de précipitations est de 539,8 mm,. Pour l'avenir, les paramètres climatiques de la commune estimés pour 2050 selon différents scénarios d'émission de gaz à effet de serre sont consultables sur un site dédié publié par Météo-France en novembre 2022.

### Milieux naturels et biodiversité

#### Espaces protégés
La protection réglementaire est le mode d’intervention le plus fort pour préserver des espaces naturels remarquables et leur biodiversité associée,.
Un  espace protégé est présent sur la commune : 
le parc naturel régional des Pyrénées catalanes, créé en 2004 et d'une superficie de 139 062 ha, qui s'étend sur 66 communes du département. Ce territoire s'étage des fonds maraîchers et fruitiers des vallées de basse altitude aux plus hauts sommets des Pyrénées-Orientales en passant par les grands massifs de garrigue et de forêt méditerranéenne,.

#### Réseau Natura 2000

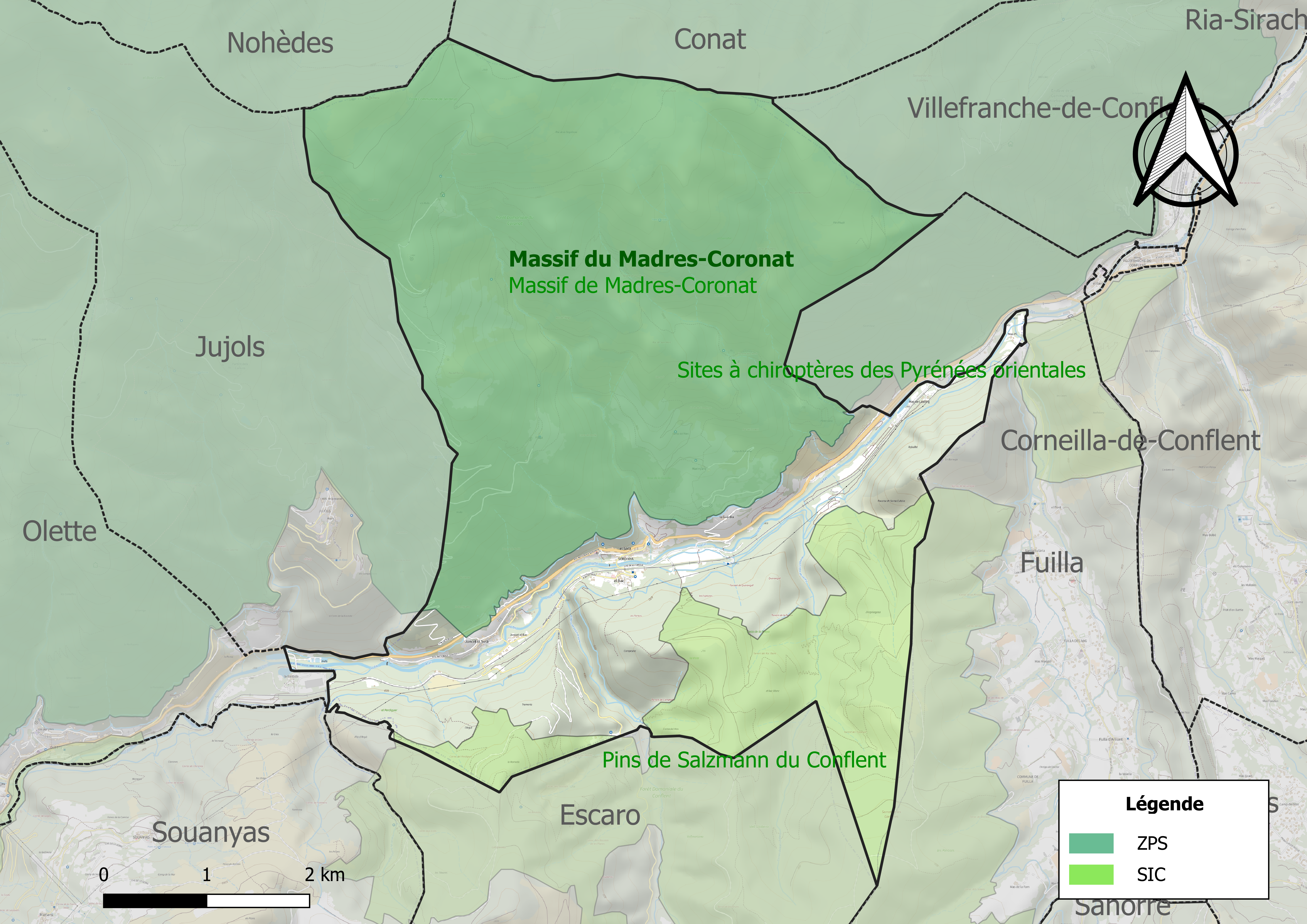
Sites Natura 2000 sur le territoire communal.

Le réseau Natura 2000 est un réseau écologique européen de sites naturels d'intérêt écologique élaboré à partir des directives habitats et oiseaux, constitué de zones spéciales de conservation (ZSC) et de zones de protection spéciale (ZPS).
Deux sites Natura 2000 ont été définis sur la commune au titre de la directive habitats : 
- le « massif de Madres-Coronat », d'une superficie de 21 363 ha, offre une multitude de faciès de végétation avec aussi bien des garrigues supra-méditerranéennes, des pinèdes à Pin sylvestre ou à Pin à crochet, que des hêtraies pures ou des hêtraies-sapinières, des landes à Genêt purgatif ou à Rhododendron, ou encore des pelouses alpines[19] ;
- le « pins de Salzmann du Conflent », d'une superficie de 998 ha, abrite en effet le plus beau peuplement de Pin de Salzmann de tout le département des Pyrénées-Orientales et possède des arbres remarquables[20] ;

et  au titre de la directive oiseaux
- le « massif du Madres-Coronat », d'une superficie de 21 396 ha, présente un fort intérêt écologique pour 17 espèces inscrites à l'annexe I de la directive oiseaux, dont le Gypaète barbu[21].

#### Zones naturelles d'intérêt écologique, faunistique et floristique
L’inventaire des zones naturelles d'intérêt écologique, faunistique et floristique (ZNIEFF) a pour objectif de réaliser une couverture des zones les plus intéressantes sur le plan écologique, essentiellement dans la perspective d’améliorer la connaissance du patrimoine naturel national et de fournir aux différents décideurs un outil d’aide à la prise en compte de l’environnement dans l’aménagement du territoire.
Quatre ZNIEFF de type 1 sont recensées sur la commune :
- la « forêt de Pin de Salzmann du Conflent » (1 232 ha), couvrant 4 communes du département[23] ;
- le « plateau de Belloc et Pla des Horts » (494 ha), couvrant 3 communes du département[24] ;
- les « Roc Campagna et Fort Libéria » (414 ha), couvrant 3 communes du département[25] ;
- la « Soulane du Mont Coronat » (1 505 ha), couvrant 3 communes du département[26] ;

et deux ZNIEFF de type 2, : 
- la « vallée du Conflent » (5 742 ha), couvrant 12 communes du département[27] ;
- le « versant sud du massif du Madres » (27 267 ha), couvrant 27 communes du département[28].

Carte des ZNIEFF de type 1 et 2 à Serdinya.
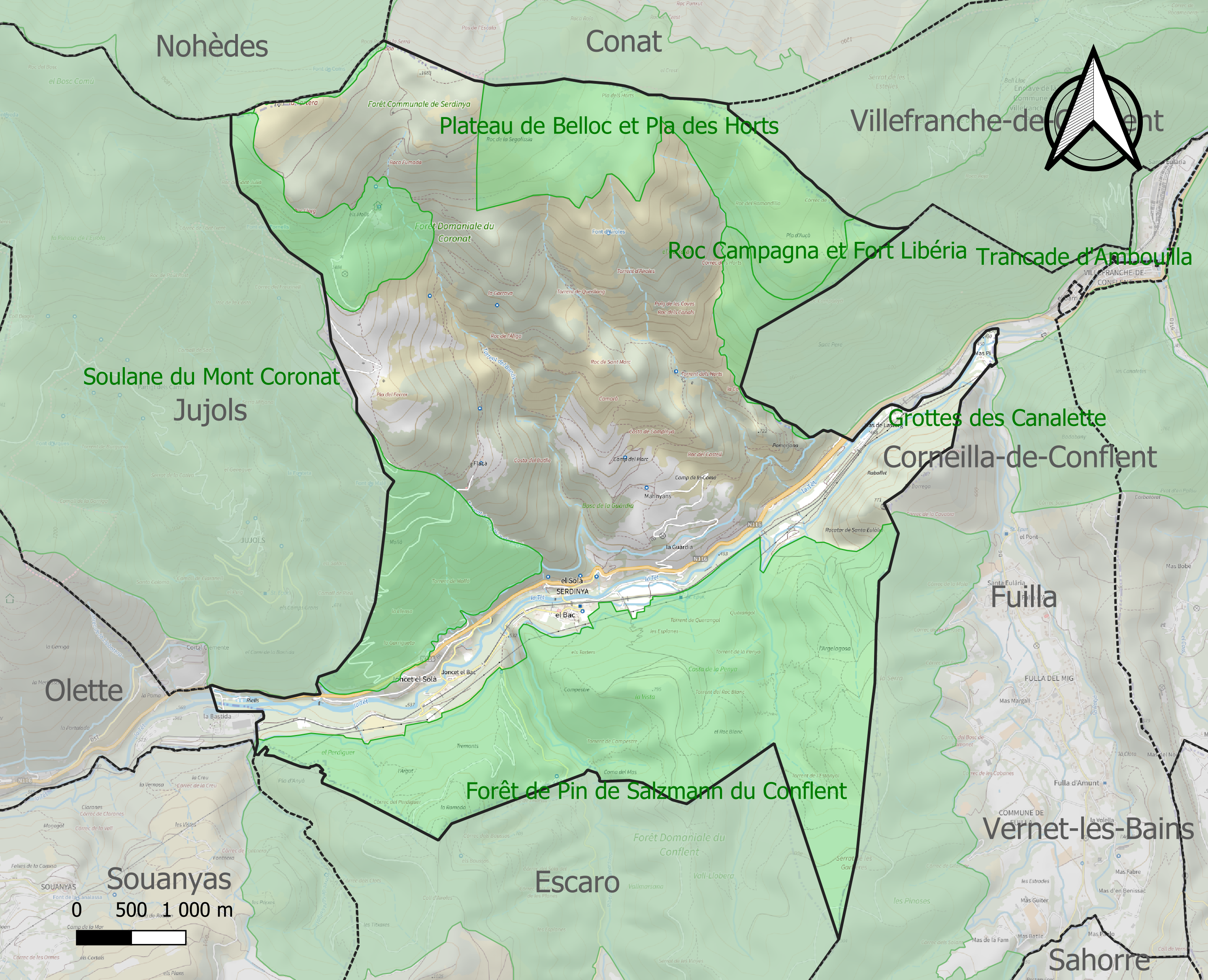
Carte des ZNIEFF de type 1 sur la commune.
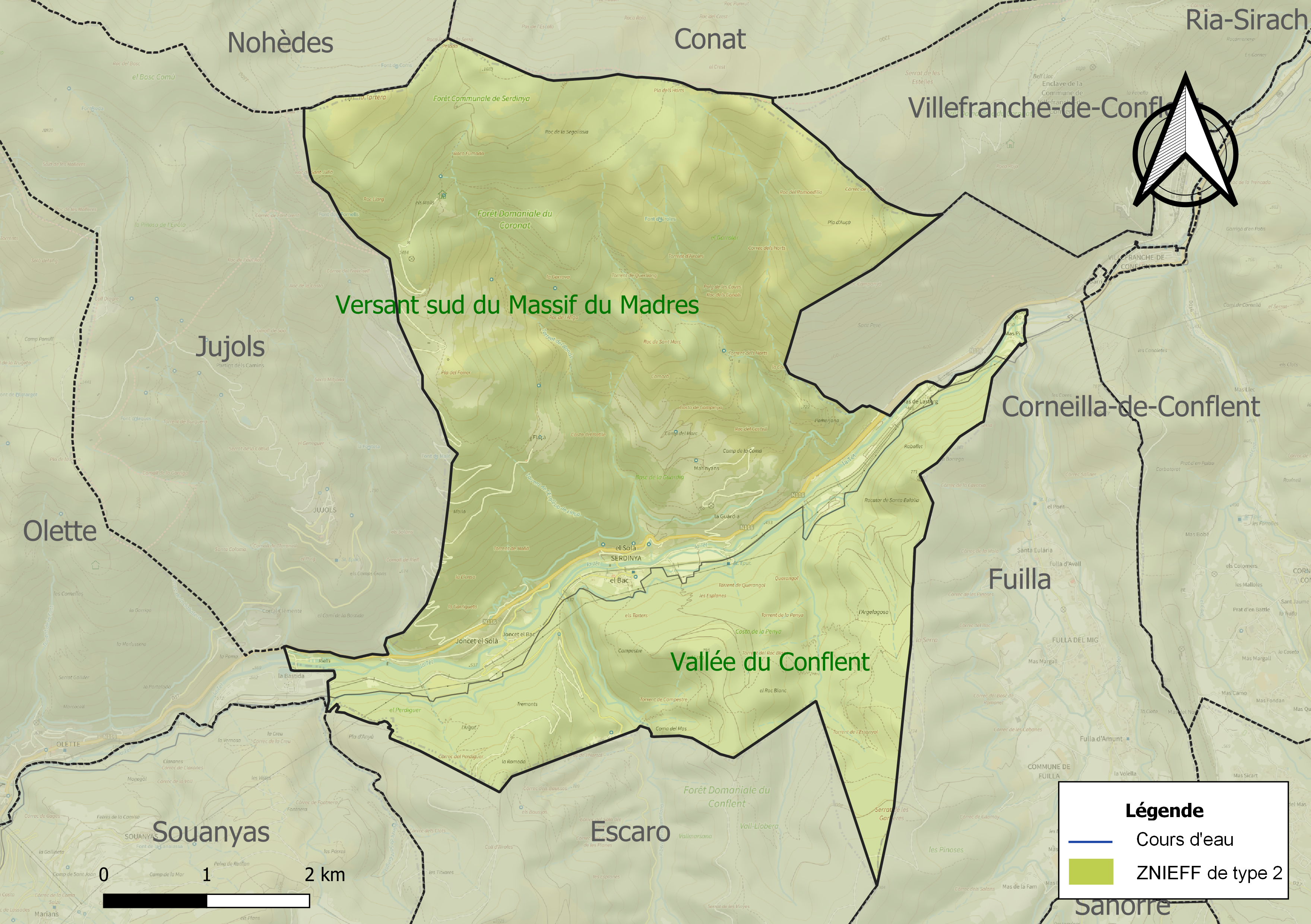
Carte des ZNIEFF de type 2 sur la commune.

## Urbanisme

### Typologie
Au 1er janvier 2024, Serdinya est catégorisée commune rurale à habitat dispersé, selon la nouvelle grille communale de densité à sept niveaux définie par l'Insee en 2022.
Elle est située hors unité urbaine. Par ailleurs la commune fait partie de l'aire d'attraction de Prades, dont elle est une commune de la couronne,. Cette aire, qui regroupe 26 communes, est catégorisée dans les aires de moins de 50 000 habitants,.

### Occupation des sols
L'occupation des sols de la commune, telle qu'elle ressort de la base de données européenne d’occupation biophysique des sols Corine Land Cover (CLC), est marquée par l'importance des forêts et milieux semi-naturels (91,8 % en 2018), une proportion identique à celle de 1990 (91,8 %). La répartition détaillée en 2018 est la suivante : 
milieux à végétation arbustive et/ou herbacée (49,9 %), forêts (41,9 %), zones agricoles hétérogènes (8,2 %). L'évolution de l’occupation des sols de la commune et de ses infrastructures peut être observée sur les différentes représentations cartographiques du territoire : la carte de Cassini (XVIIIe siècle), la carte d'état-major (1820-1866) et les cartes ou photos aériennes de l'IGN pour la période actuelle (1950 à aujourd'hui).

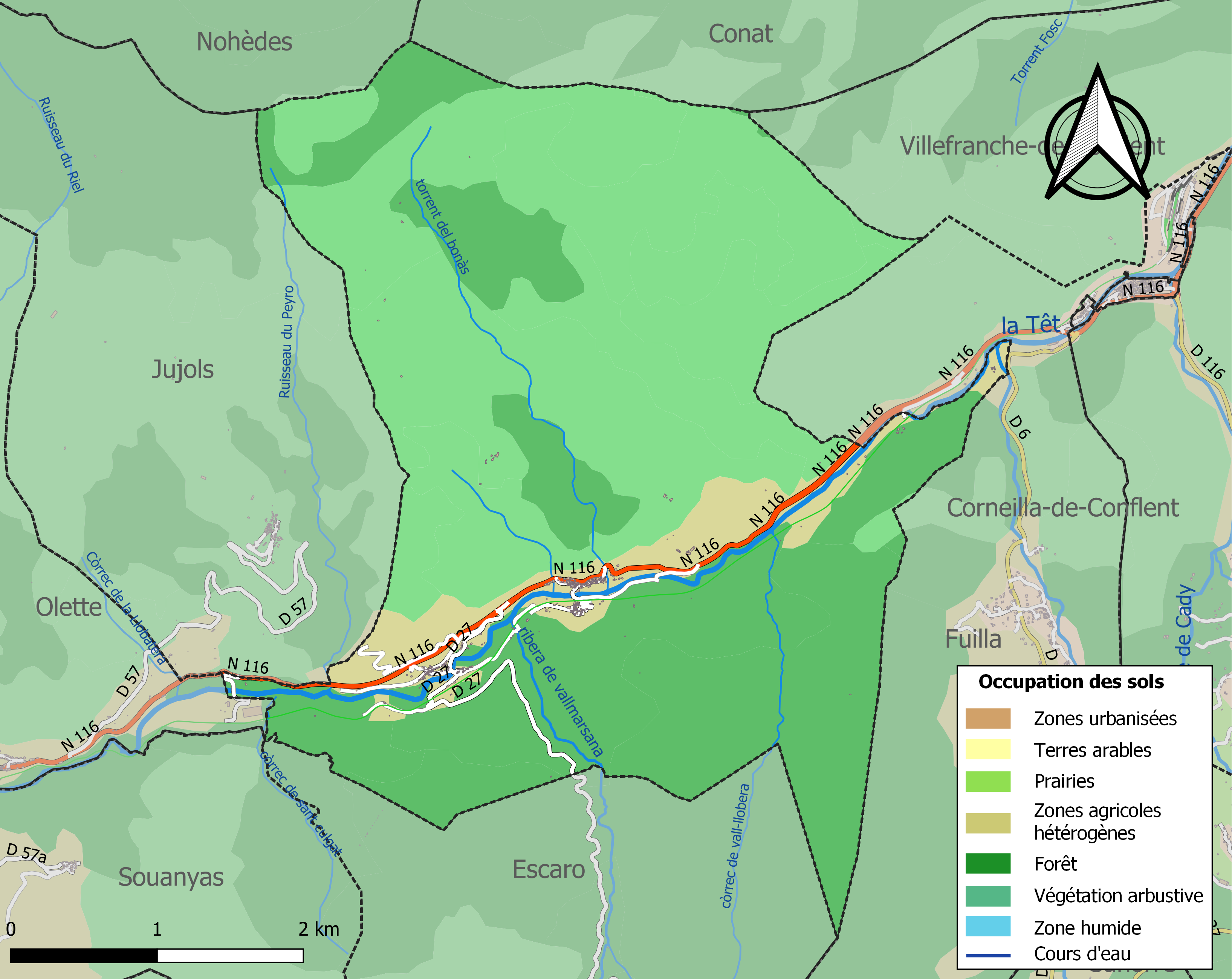
Carte des infrastructures et de l'occupation des sols de la commune en 2018 (CLC).

### Voies de communication et transports
- Gare de Joncet (halte ferroviaire située au village de Joncet du Bac)
- Halte de Serdinya (halte ferroviaire située au village de Serdinya)

La ligne 560 du réseau régional liO relie la commune à la gare de Perpignan depuis Porté-Puymorens.

### Risques majeurs
Le territoire de la commune de Serdinya est vulnérable à différents aléas naturels : inondations, climatiques (grand froid ou canicule), feux de forêts, mouvements de terrains et séisme (sismicité moyenne). Il est également exposé à deux risques technologiques, le transport de matières dangereuses et la rupture d'un barrage, et à un risque particulier, le risque radon,.

#### Risques naturels
Certaines parties du territoire communal sont susceptibles d’être affectées par le risque d’inondation par crue torrentielle de cours d'eau du bassin de la Têt.
Les mouvements de terrains susceptibles de se produire sur la commune sont soit des mouvements liés au retrait-gonflement des argiles, soit des glissements de terrains, soit des chutes de blocs, soit des effondrements liés à des cavités souterraines. Une cartographie nationale de l'aléa retrait-gonflement des argiles permet de connaître les sols argileux ou marneux susceptibles vis-à-vis de ce phénomène. L'inventaire national des cavités souterraines permet par ailleurs de localiser celles situées sur la commune.

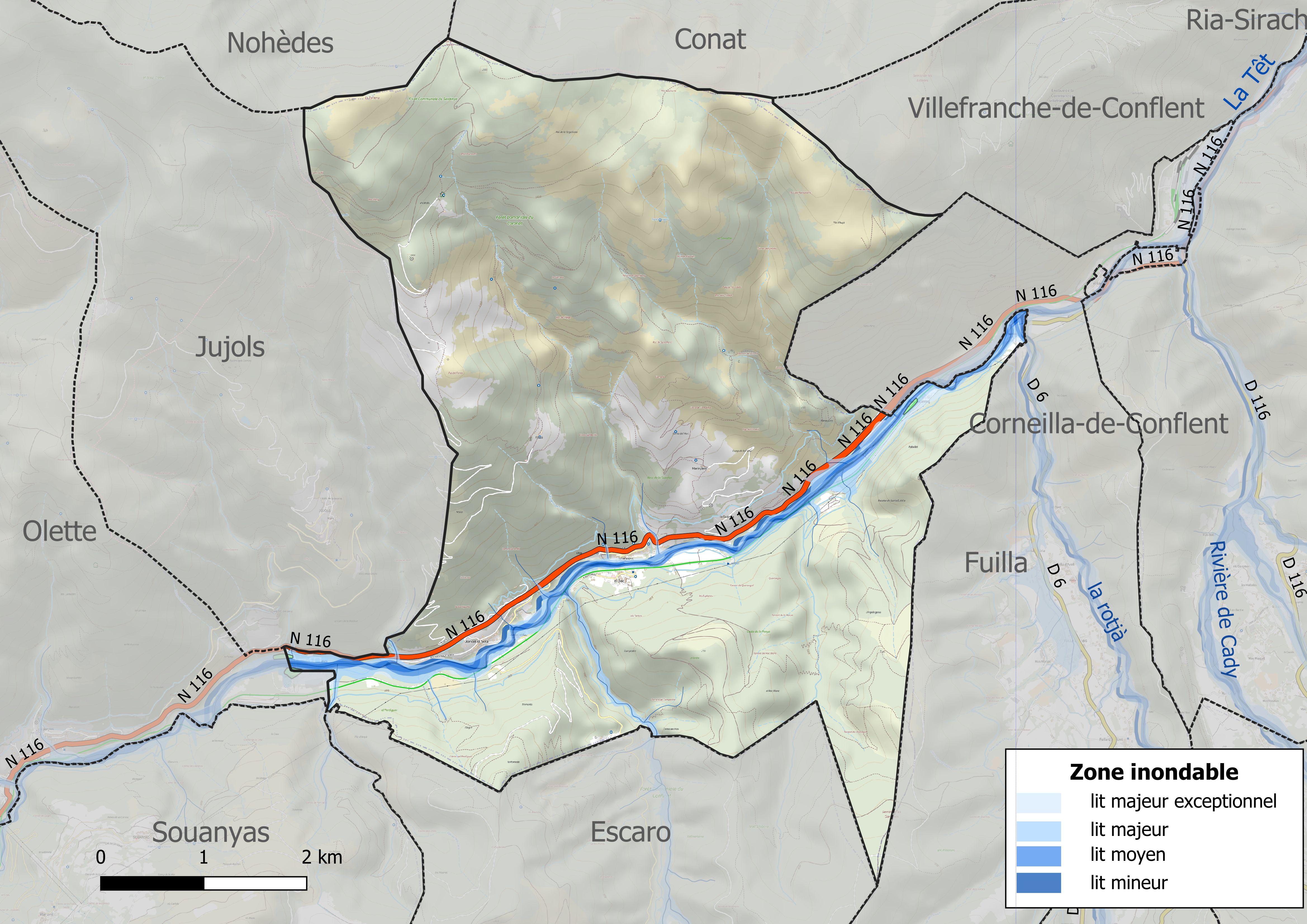
Carte des zones inondables.
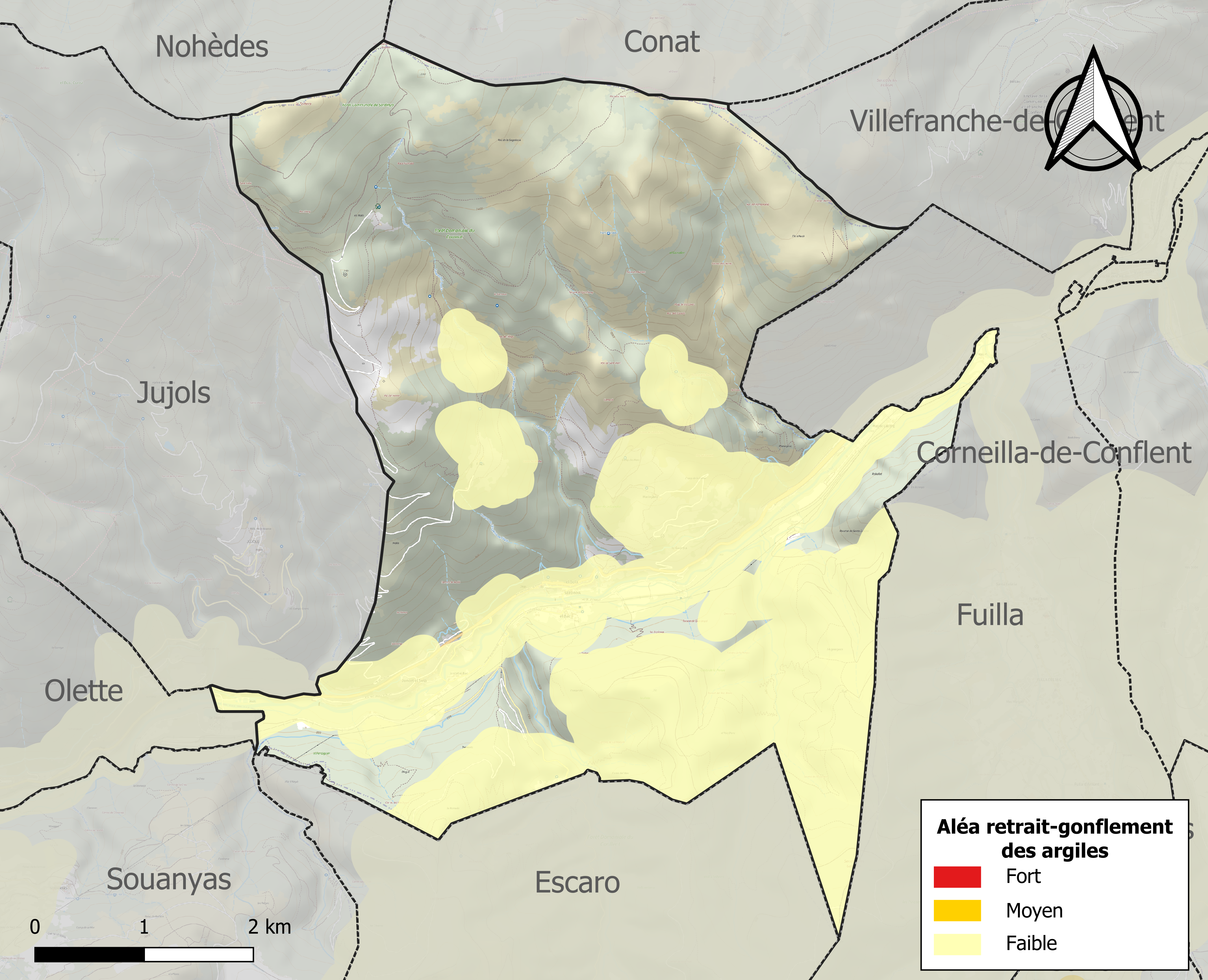
Carte des zones d'aléa retrait-gonflement des argiles.

#### Risques technologiques
Le risque de transport de matières dangereuses sur la commune est lié à sa traversée par une route à fort trafic. Un accident se produisant sur une telle infrastructure est en effet susceptible d’avoir des effets graves au bâti ou aux personnes jusqu’à 350 m, selon la nature du matériau transporté. Des dispositions d’urbanisme peuvent être préconisées en conséquence.
Dans le département des Pyrénées-Orientales, on dénombre sept grands barrages susceptibles d’occasionner des dégâts en cas de rupture. La commune fait partie des 66 communes susceptibles d’être touchées par l’onde de submersion consécutive à la rupture d’un de ces barrages, le barrage des Bouillouses sur la Têt, un ouvrage de 17,5 m de hauteur construit en 1910.

#### Risque particulier
Dans plusieurs parties du territoire national, le radon, accumulé dans certains logements ou autres locaux, peut constituer une source significative d’exposition de la population aux rayonnements ionisants. Toutes les communes du département sont concernées par le risque radon à un niveau plus ou moins élevé. Selon la classification de 2018, la commune de Serdinya est classée en zone 3, à savoir zone à potentiel radon significatif.

## Toponymie
En catalan, le nom de la commune est Serdinyà.

## Histoire
La commune de Les Horts est rattachée à la commune de Serdinya le 20 mars 1822.
Serdinya est membre de la Communauté de communes du Conflent (30 communes) depuis le 1er janvier 2009.

## Politique et administration
À compter des élections départementales de 2015, la commune est incluse dans le nouveau canton des Pyrénées catalanes.

### Administration municipale

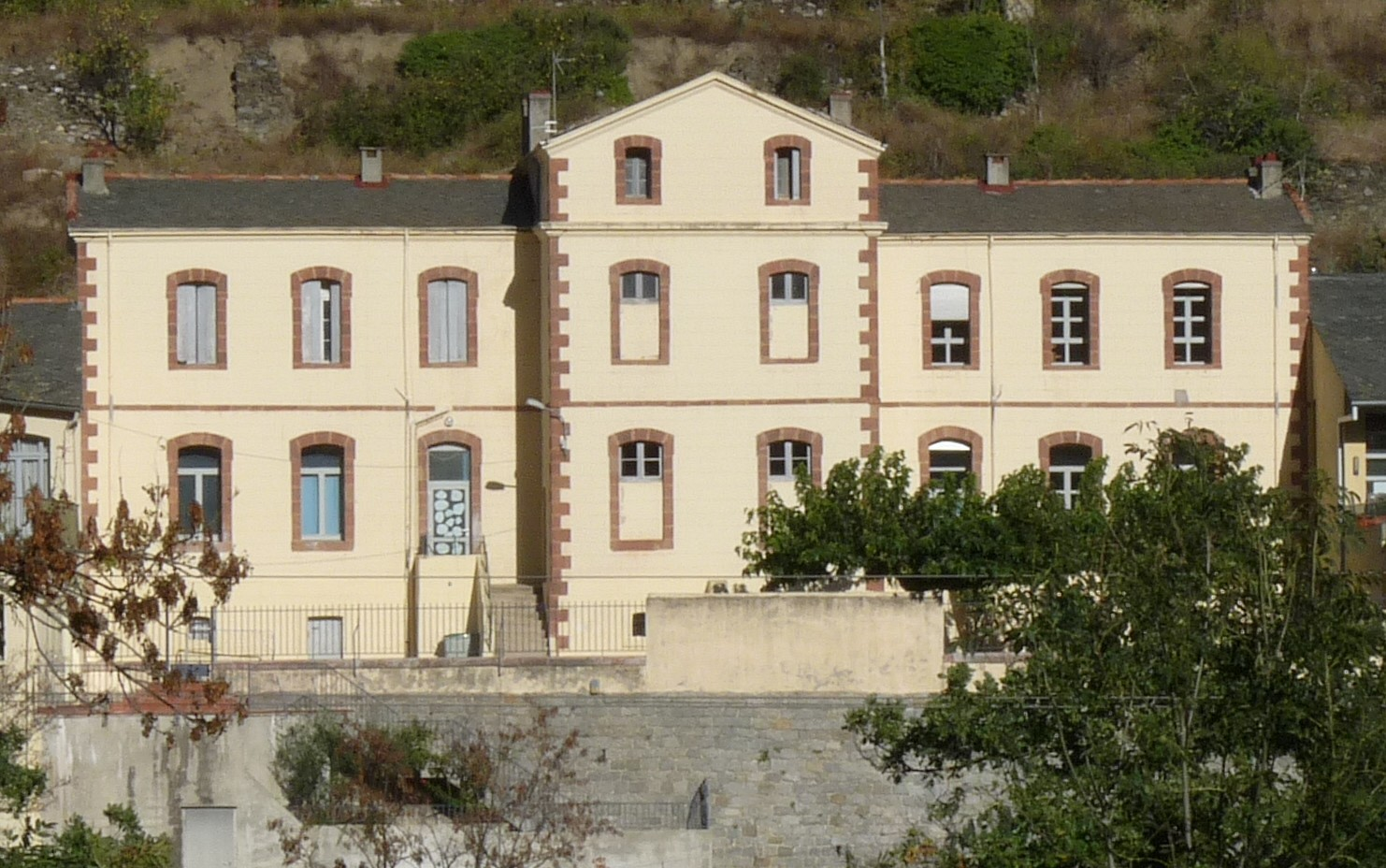
La mairie

### Liste des maires
| Période   | Période   | Identité           | Étiquette | Qualité |
| --------- | --------- | ------------------ | --------- | ------- |
| mars 1983 | juin 1995 | Paul Maranges      | DVD       |         |
| juin 1995 | En cours  | Jean-Marie Maydat, | PS        |         |

## Population et société

### Démographie ancienne
La population est exprimée en nombre de feux (f) ou d'habitants (H).
| 1355 | 1359 | 1365 | 1378 | 1470 | 1515 | 1553 | 1709  | 1720 |
| ---- | ---- | ---- | ---- | ---- | ---- | ---- | ----- | ---- |
| 39 f | 46 f | 39 f | 22 f | 18 f | 16 f | 14 f | 105 f | 69 f |

| 1767  | 1774  | 1789  | - | - | - | - | - | - |
| ----- | ----- | ----- | - | - | - | - | - | - |
| 559 H | 119 f | 123 f | - | - | - | - | - | - |

Notes :
- 1378 : dont 8 f pour Serdinya, 5 f pour Flassa, 6 f pour Joncet, 1 f pour La Guardia, 1 f pour Marignans et 1 f pour Mirles ;
- 1470 : dont 9 f pour Serdinya, 3 f pour Flassa, 4 f pour Joncet, 1 f pour La Guardia et 1 f pour Marignans ;
- 1515 : dont 8 f pour Serdinya, 3 f pour Flassa, 4 f pour Joncet et 1 f pour La Guardia ;
- 1553 : pour Serdinya, Flassa, Joncet, La Guardia et Marignans ;
- 1720 : pour Serdinya et Joncet ;
- 1774 : dont 34 f pour Joncet, annexe de Sardinia, Flassa est comptée avec Jujols ;
- 1789 : pour Serdinya, Joncet et Sejonie.

### Démographie contemporaine
L'évolution du nombre d'habitants est connue à travers les recensements de la population effectués dans la commune depuis 1793. Pour les communes de moins de 10 000 habitants, une enquête de recensement portant sur toute la population est réalisée tous les cinq ans, les populations de référence des années intermédiaires étant quant à elles estimées par interpolation ou extrapolation. Pour la commune, le premier recensement exhaustif entrant dans le cadre du nouveau dispositif a été réalisé en 2005.

En 2022, la commune comptait 233 habitants, en évolution de −5,28 % par rapport à 2016 (Pyrénées-Orientales : +3,92 %, France hors Mayotte : +2,11 %).
| 1793 | 1800 | 1806 | 1821 | 1831 | 1836 | 1841 | 1846 | 1851 |
| ---- | ---- | ---- | ---- | ---- | ---- | ---- | ---- | ---- |
| 524  | 557  | 559  | 639  | 703  | 722  | 712  | 756  | 683  |

| 1856 | 1861 | 1866 | 1872 | 1876 | 1881 | 1886 | 1891 | 1896 |
| ---- | ---- | ---- | ---- | ---- | ---- | ---- | ---- | ---- |
| 665  | 625  | 615  | 575  | 614  | 590  | 568  | 554  | 543  |

| 1901 | 1906 | 1911 | 1921 | 1926 | 1931 | 1936 | 1946 | 1954 |
| ---- | ---- | ---- | ---- | ---- | ---- | ---- | ---- | ---- |
| 710  | 526  | 576  | 542  | 534  | 524  | 445  | 361  | 369  |

| 1962 | 1968 | 1975 | 1982 | 1990 | 1999 | 2005 | 2006 | 2010 |
| ---- | ---- | ---- | ---- | ---- | ---- | ---- | ---- | ---- |
| 363  | 307  | 271  | 233  | 213  | 233  | 228  | 225  | 214  |

| 2015 | 2020 | 2022 | - | - | - | - | - | - |
| ---- | ---- | ---- | - | - | - | - | - | - |
| 244  | 225  | 233  | - | - | - | - | - | - |

Note : À partir de 1826, les habitants de Les Horts sont recensés avec ceux de Serdinya.
| selon la population municipale des années : | 1968 | 1975 | 1982 | 1990 | 1999 | 2006 | 2009 | 2013 |
| Rang de la commune dans le département      | 116  | 119  | 127  | 137  | 131  | 139  | 143  | 141  |
| Nombre de communes du département           | 232  | 217  | 220  | 225  | 226  | 226  | 226  | 226  |

### Enseignement
Il y a une école élémentaire à Serdinya, avec un effectif de 21 élèves en 2013.

### Manifestations culturelles et festivités
- Fête patronale et communale : 27 septembre[52].

## Économie

### Revenus
En 2018, la commune compte 108 ménages fiscaux, regroupant 194 personnes. La médiane du revenu disponible par unité de consommation est de 17 030 € (19 350 € dans le département).

### Emploi
|                | 2008   | 2013   | 2018   |
| -------------- | ------ | ------ | ------ |
| Commune        | 13 %   | 10,7 % | 15,8 % |
| Département    | 10,3 % | 12,9 % | 13,3 % |
| France entière | 8,3 %  | 10 %   | 10 %   |

En 2018, la population âgée de 15 à 64 ans s'élève à 114 personnes, parmi lesquelles on compte 67,8 % d'actifs (52 % ayant un emploi et 15,8 % de chômeurs) et 32,2 % d'inactifs,. Depuis 2008, le taux de chômage communal (au sens du recensement) des 15-64 ans est supérieur à celui de la France et du département.
La commune fait partie de la couronne de l'aire d'attraction de Prades, du fait qu'au moins 15 % des actifs travaillent dans le pôle,. Elle compte 25 emplois en 2018, contre 34 en 2013 et 33 en 2008. Le nombre d'actifs ayant un emploi résidant dans la commune est de 61, soit un indicateur de concentration d'emploi de 41,1 % et un taux d'activité parmi les 15 ans ou plus de 38,9 %.
Sur ces 61 actifs de 15 ans ou plus ayant un emploi, 17 travaillent dans la commune, soit 28 % des habitants. Pour se rendre au travail, 84,5 % des habitants utilisent un véhicule personnel ou de fonction à quatre roues, 10,3 % s'y rendent en deux-roues, à vélo ou à pied et 5,2 % n'ont pas besoin de transport (travail au domicile).

### Activités hors agriculture

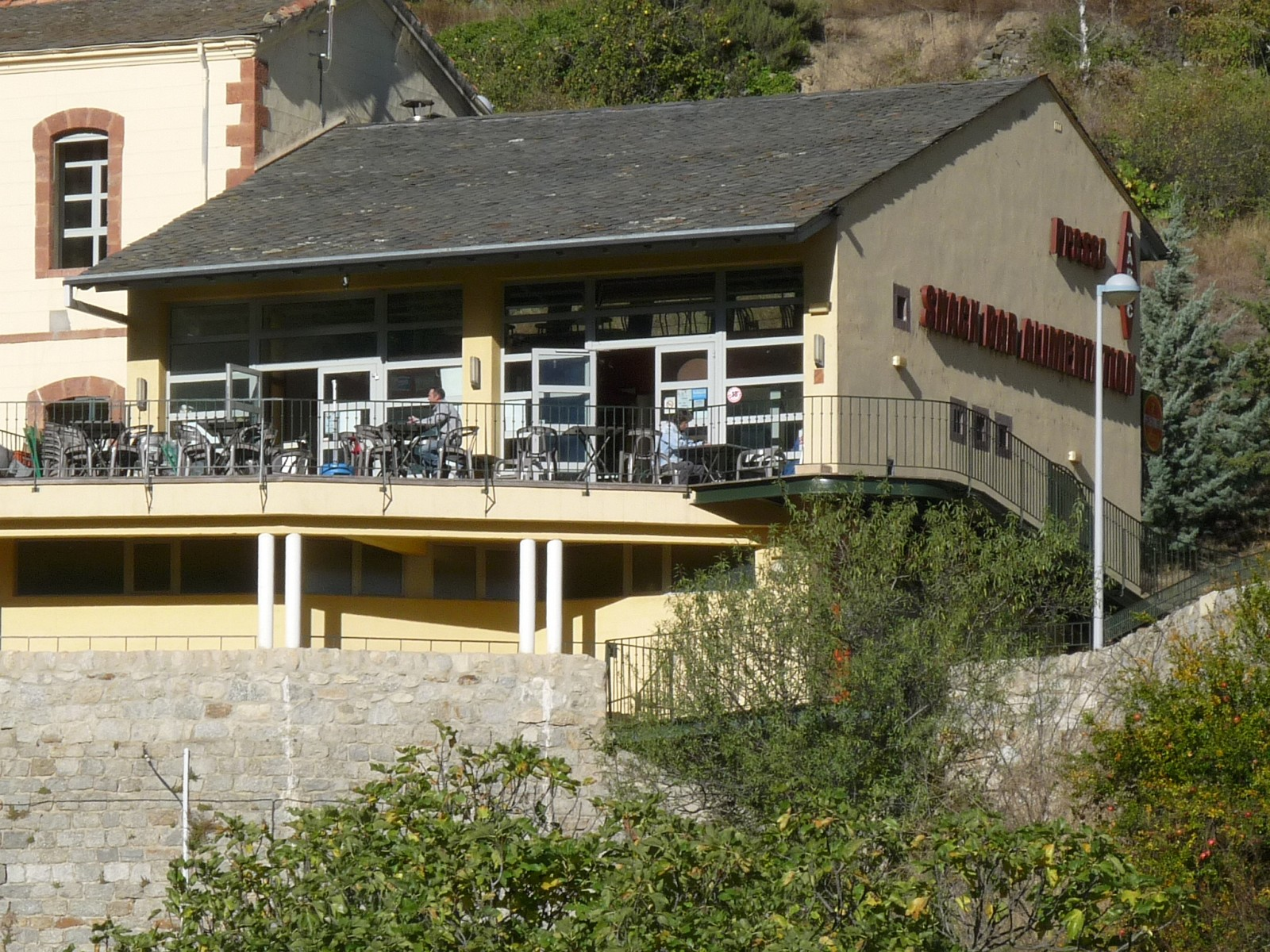
Commerce multi-services

#### Secteurs d'activités
18 établissements sont implantés  à Serdinya au 31 décembre 2019.
Le secteur du commerce de gros et de détail, des transports, de l'hébergement et de la restauration est prépondérant sur la commune puisqu'il représente 27,8 % du nombre total d'établissements de la commune (5 sur les 18 entreprises implantées  à Serdinya), contre 30,5 % au niveau départemental.

#### Entreprises et commerces
La commune dispose d'un commerce multi-services bar, snack et alimentation, situé à côté de la mairie.

### Agriculture
|               | 1988 | 2000  | 2010 | 2020 |
| ------------- | ---- | ----- | ---- | ---- |
| Exploitations | 19   | 5     | 3    | 2    |
| SAU (ha)      | 129  | 1 554 | 575  | 78   |

La commune est dans le Conflent, une petite région agricole occupant le centre-ouest du département des Pyrénées-Orientales. En 2020, l'orientation technico-économique de l'agriculture  sur la commune est la polyculture et/ou le polyélevage. Deux exploitations agricoles ayant leur siège dans la commune sont dénombrées lors du recensement agricole de 2020 (19 en 1988). La superficie agricole utilisée est de 78 ha,,.

## Culture locale et patrimoine

### Monuments et lieux touristiques
- L'église Saint-Côme-et-Saint-Damien de Serdinya, église d'origine romane. L'édifice a été inscrit au titre des monuments historiques en 1991[56]. Plusieurs objets sont référencés dans la base Palissy (voir les notices liées)[56].
- La chapelle Saint-Sébastien de Serdinya, construite en 1869 ;
- L'église Saint-Marcel de Flassa, classée monument historique en 1987[57] ;
- L'église Saint-Jean-Baptiste de Joncet du Bac, construite en 1646 ;
- L'église Sainte-Marie de Marignans, autre église romane, détruite en 1895.

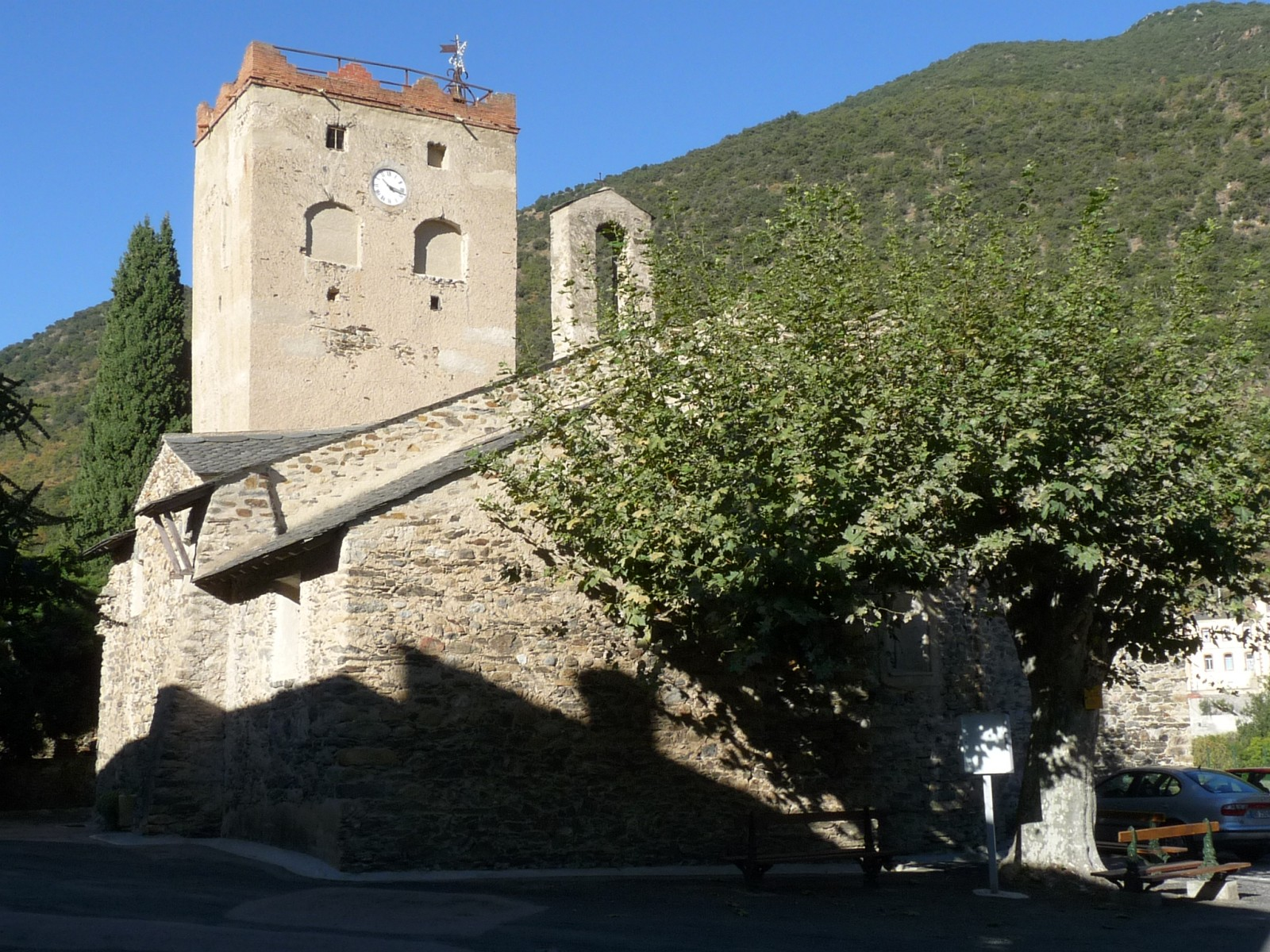
L'église paroissiale Saint-Côme-et-Saint-Damien de Serdinya.
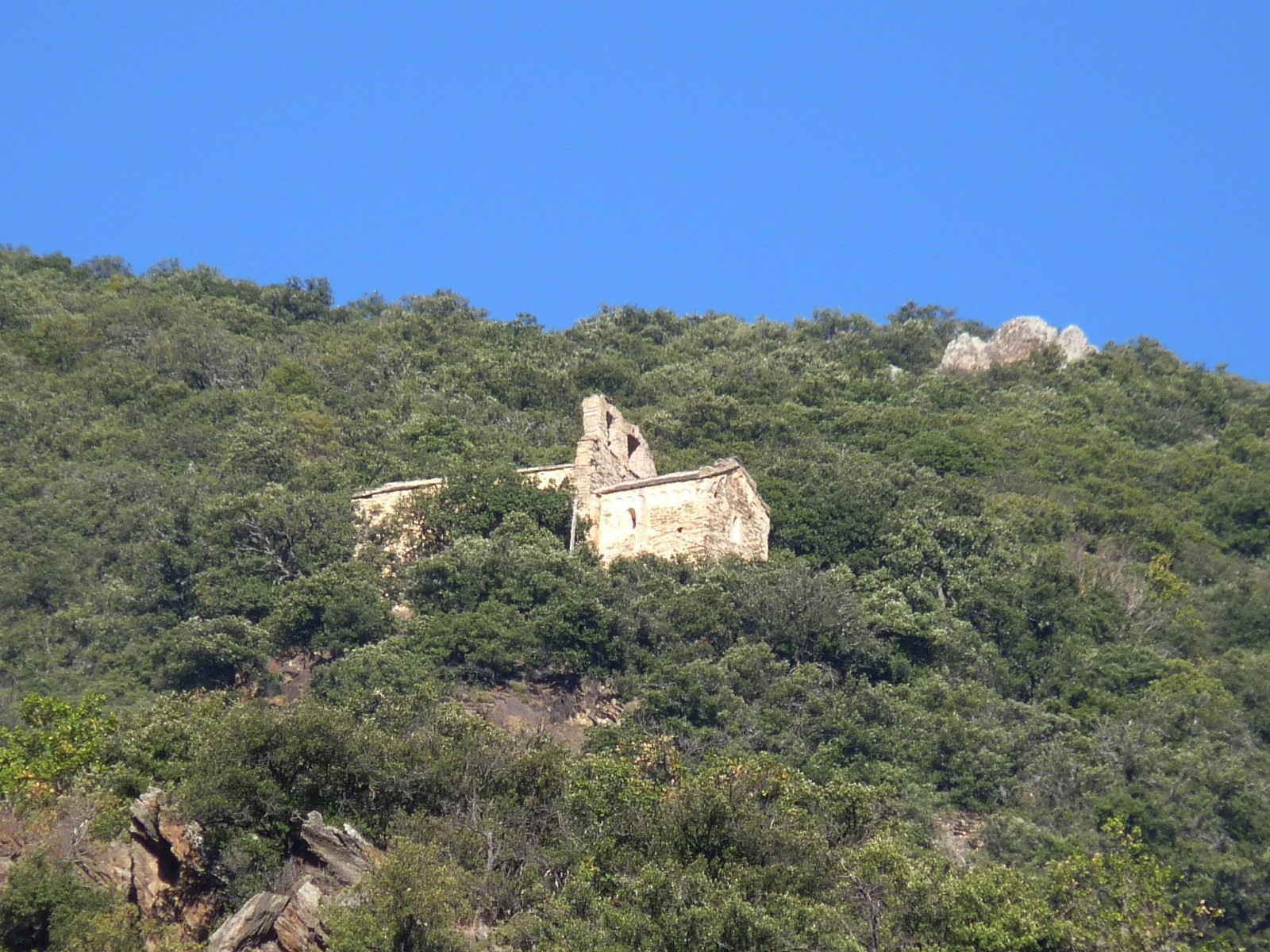
L'église Saint-Marcel de Flassa.
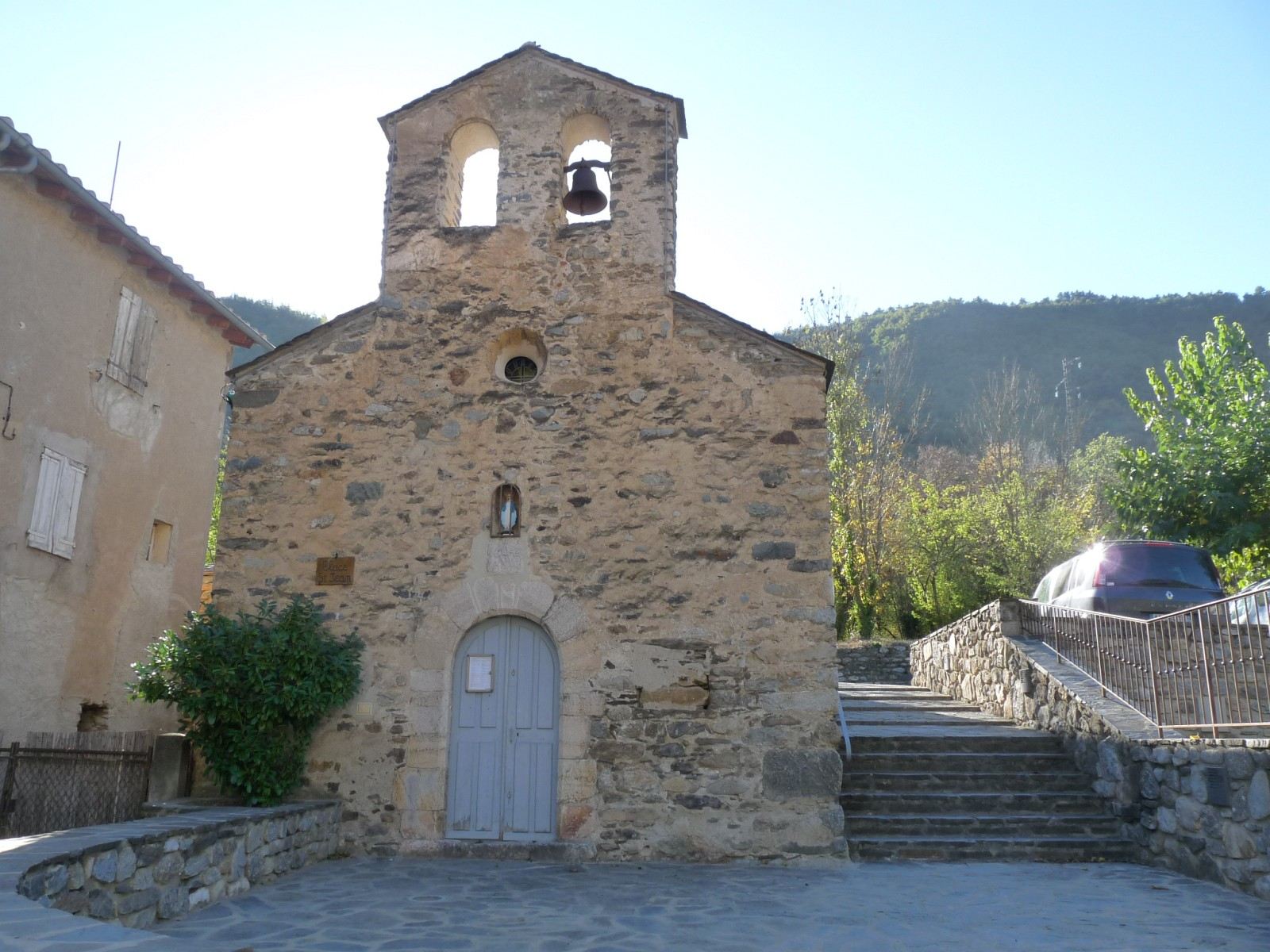
L'église Saint-Jean-Baptiste de Joncet du Bac
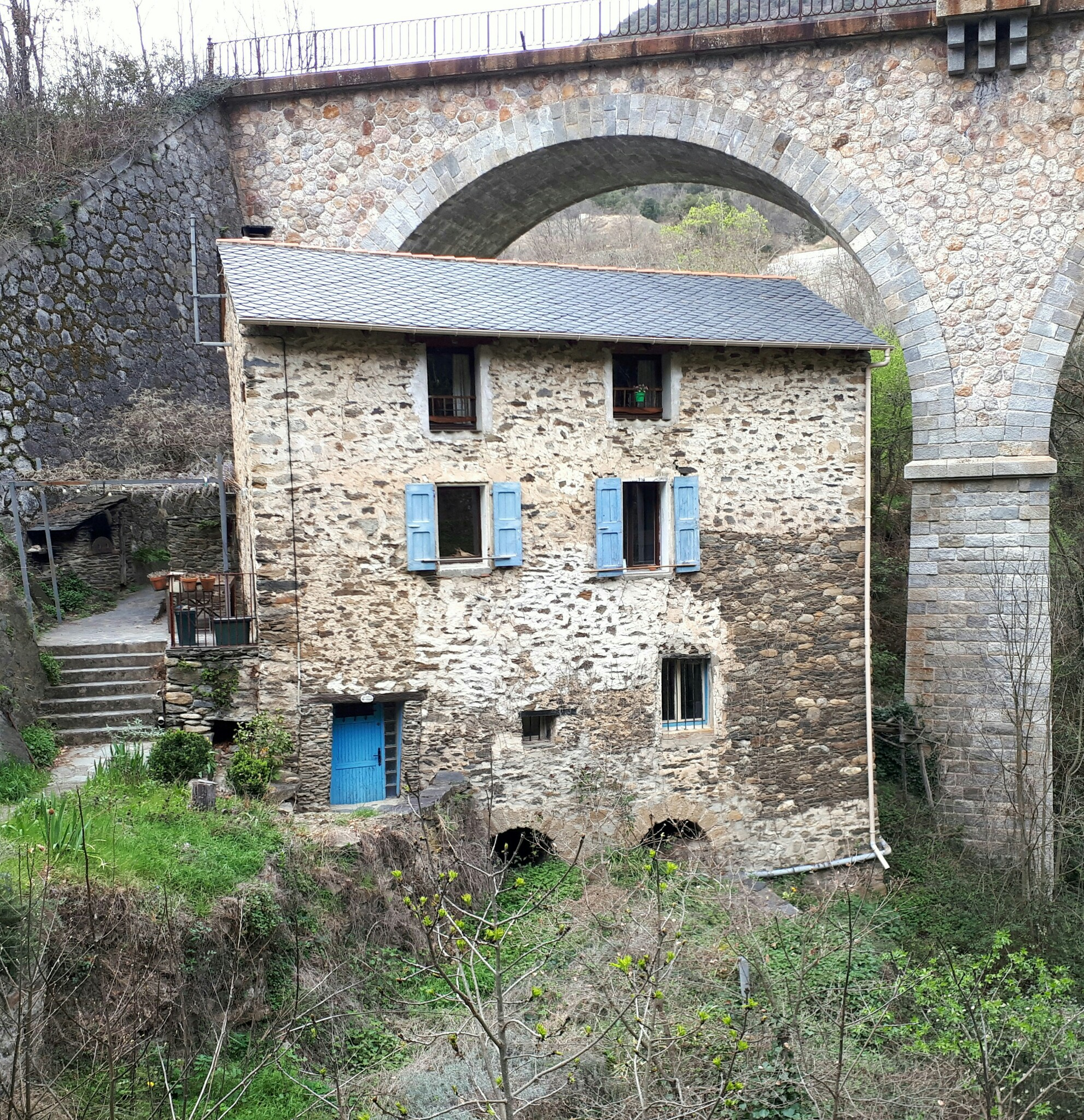
Moulin d'en Menoune[58].
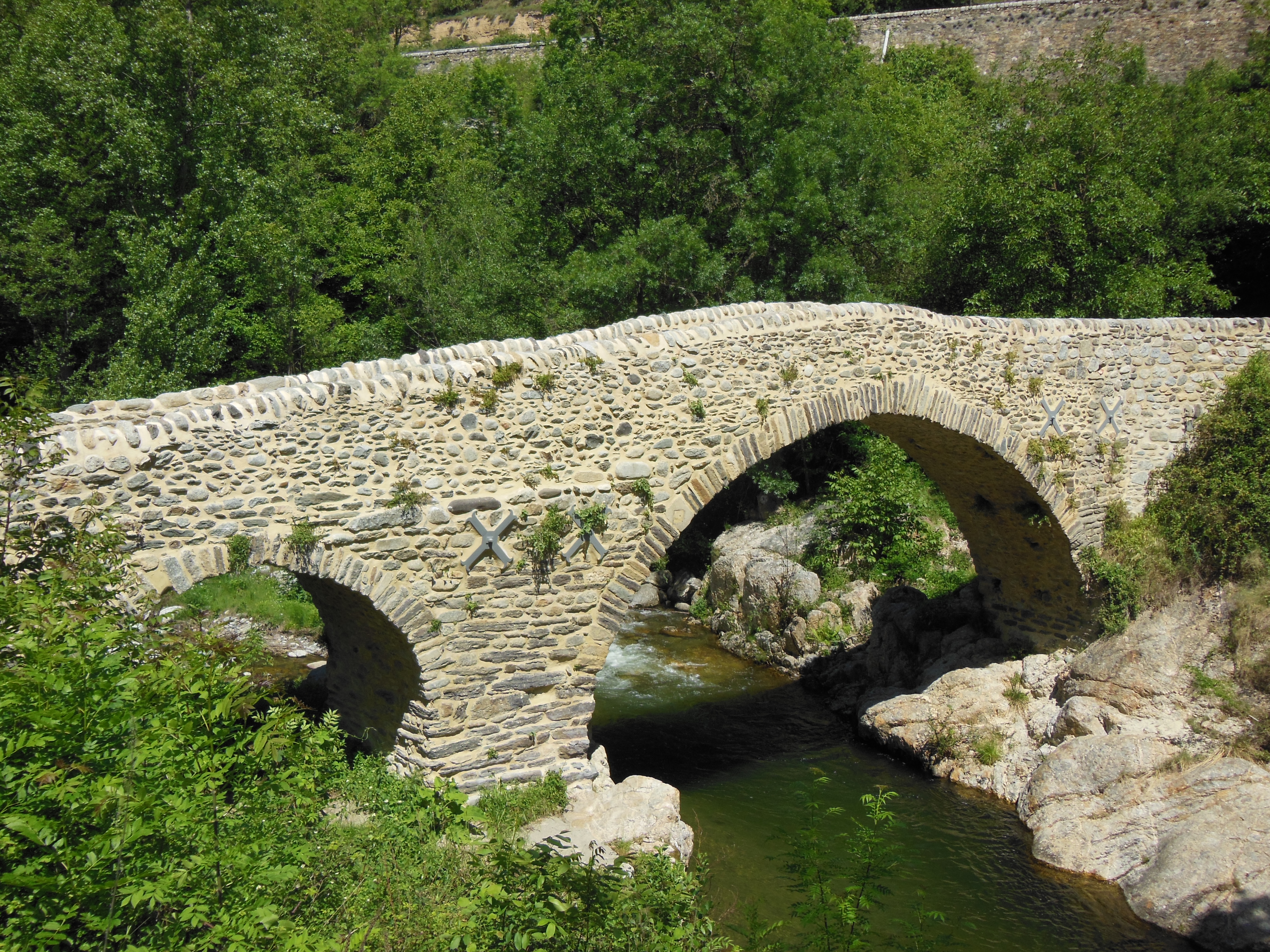
Pont médiéval sur la Têt, Serdinya[59].

### Personnalités liées à la commune
- Le Maître de 1342 peintre anonyme espagnol. Son nom est dérivé d'un retable avec la Vierge conservé dans l'église de Serdinya.

### Héraldique
| Blason de Serdinya | Blason  | De gueules au mont isolé d'or sommé d'une touffe de joncs du même. |
| Blason de Serdinya | Détails | Représente des joncs que l'on rencontre encore à Joncet, donnant son nom à ce hameau de Serdinya. Adopté. Couleurs ajoutées par décision du conseil municipal le 5 novembre 2020. |